# Lygodactylus klugei
Lygodactylus klugei är en ödleart som beskrevs av  Smith MARTIN och SWAIN 1977. Lygodactylus klugei ingår i släktet Lygodactylus och familjen geckoödlor. Inga underarter finns listade i Catalogue of Life.